# 上海汽车博览公园
上海汽车博览公园是中華人民共和國上海市嘉定區的一個公園，為國家4A級旅遊景區，面積76.67公頃，園內有人工湖以及中華人民共和國首家以汽車為主題的行業博物館上海汽車博物館以及上海汽車會展中心。